# Alserio
Alserio là một đô thị ở tỉnh Como trong vùng Lombardia, có cự ly khoảng 35 km về phía bắc của Milano và khoảng 10 km về phía đông nam của Como. Tại thời điểm ngày 31 tháng 12 năm 2004, đô thị này có dân số 1.127 người và diện tích là 1,9 km².
Alserio giáp các đô thị: Albavilla, Anzano del Parco, Monguzzo, Orsenigo.